# Liste der Inseln Mosambiks
Die Liste der Inseln Mosambiks führt die zum afrikanischen Staat Mosambik gehörenden Inseln auf, geordnet nach Archipelen, sofern die Inseln zu einem Archipel gehören.
- Angoche (nahe der Stadt Angoche)
- Bazaruto-Archipel:
  - Bazaruto
  - Benguerra
  - Magaruque
  - St. Carolina (Mosambik)
- Ilha de Moçambique
  - Ilha de São Jorge
  - Ilha de São Lourenço
- Inhaca
- Inhacamba (in der Mündung des Sambesi)
- Ilha dos Portugueses in der Bucht von Maputo
- Magaruque
- Quirimbas-Archipel nahe der Stadt Pemba umfasst etwa 30 Inseln, die größten:
  - Ibo
  - Matemo
  - Quilaluia
  - Quirimba
  - Quisiva
  - Rolas
- Xefina nahe Maputo